# Dardanus robustus
Dardanus robustus is een tienpotigensoort uit de familie van de Diogenidae. De wetenschappelijke naam van de soort is voor het eerst geldig gepubliceerd in 2006 door Asakura.